# Takuma Edamura
Takuma Edamura (jap. 枝村 匠馬 Edamura Takuma; ur. 16 listopada 1986) – japoński piłkarz występujący na pozycji pomocnika. Obecnie występuje w Shimizu S-Pulse.

## Kariera klubowa
Od 2005 roku występował w klubach Shimizu S-Pulse, Cerezo Osaka, Nagoya Grampus i Vissel Kobe.